# Le Vol du corbeau (bande dessinée)
Pour les articles homonymes, voir Le Vol du corbeau.
Le Vol du corbeau est une bande dessinée de Jean-Pierre Gibrat, auteur du dessin et des scénarios. C'est une série en deux tomes, parus en 2002 et 2005 aux éditions Dupuis. Cette bande dessinée a reçu le Prix du dessin du festival d'Angoulême en 2006.

## Trame
Le contexte est celui de l'Occupation, à Paris en juin 1944. Une jeune résistante, Jeanne, est arrêtée sur dénonciation anonyme. Elle rencontre en prison un jeune cambrioleur cynique et sans scrupules, François. Ils s'évadent ensemble et quittent la région parisienne à bord de la péniche d'un couple, René et Huguette, surveillés par un soldat allemand.

## Historique de la série
Jean-Pierre Gibrat réalise les dessins et les scénarios de ces deux albums. Le premier tome est publié par Dupuis, dans la collection « Aire libre » en septembre 2002, sur 54 planches, en grand format. Le second tome est publié 
deux ans et demi après, dans la même collection et le même format, en avril 2005.
Ce deuxième tome vaut à son auteur le Prix du dessin au festival international de la bande dessinée d'Angoulême, en 2006. À noter qu'il a été prépublié par BoDoï, dans ses numéros 81 à 84.
Le Vol du corbeau est un peu la suite du Sursis, le suivant chronologiquement et reprenant certains personnages.

## Accueil critique
Selon J. Léger, Jean-Pierre Gibrat est « un formidable raconteur d'histoire ». Ses scénarios ne sont pas pleins d'actions et de combats, mais montrent bien la vie quotidienne dans la clandestinité sous l'Occupation. Les dessins de Gibrat sont à la hauteur, avec un « trait tout en douceur, merveilleusement soutenu par une mise en couleurs impeccable ».

## Albums
Cette série comporte deux albums, parus en 2002 et 2005 ; elle est ensuite publiée en intégrale.
1. Le Vol du corbeau, tome 1, par Jean-Pierre Gibrat, Dupuis, collection « Aire libre », 2002, 54 planches  (ISBN 2-8001-3141-1) ; plusieurs rééditions ;
2. Le Vol du corbeau, tome 2, par Jean-Pierre Gibrat, Dupuis, collection « Aire libre », 2005, 54 planches  (ISBN 2-8001-3376-7) – Prix du dessin au festival d'Angoulême en 2006 ; plusieurs rééditions ;

- Le Vol du corbeau (intégrale), par Jean-Pierre Gibrat, Dupuis, 2005, 108 planches  (ISBN 2-351-32001-8) ; sept rééditions.

## Prix, hommages
- Prix du dessin au festival international de la bande dessinée d'Angoulême, en 2006[3].
- Prix Jeunesse de France Télévisions en 2003 dans la catégorie BD[4]